# Саркандски район
Саркандски район (на казахски: Сарқант ауданы) е съставна част на Жетъсуска област, Казахстан, с обща площ 24 660 км2 и население 35 645 души (по приблизителна оценка към 1 януари 2020 г.). Мнозинството от населението са казахи (77,3 %), следвани от руснаците (19,8 %).
Административен център е град Сарканд.